# Atribalus rarepunctatus
Atribalus rarepunctatus är en skalbaggsart som beskrevs av Vienna 2000. Atribalus rarepunctatus ingår i släktet Atribalus och familjen stumpbaggar. Inga underarter finns listade i Catalogue of Life.